# Игра (фильм, 1981)
«Игра» — советский фильм 1981 года, снятый на Рижской киностудии режиссёрами Арвидсом Криевсом и Гунаром Пиесисом.

## Сюжет
Мелодрама по роману Зигмунда Скуиньша «Обнаженность».
Во время срочной службы в армии Каспар вступает в заочную переписку с девушкой, но после возвращения в родной город не может найти её. Однажды он случайно встречает на улице девушку с фотографии из письма, но та ничего не знает ни о каких письмах…

## В ролях
- Рудольф Плепис — Каспарс
- Индра Бурковска — Камита
- Талис Валдис — Сандрис
- Иева Кристиня — Либа
- Ария Стурниеце — Бирута
- Юрис Стренга — Апариодс
- Арийс Гейкинс — Гатис
- Лигита Скуиня — Марика
- Угис Брикманис — Варис
- Ивета Брауна — Джульетта

В эпизодах:
- Петерис Мартинсон — дед
- Адольф Шапиро — врач
- Эдгарс Лиепиньш — эпизод
- Петерис Луцис — эпизод
- Зигрида Стунгуре — эпизод
- Иева Акуратере — эпизод
- Эрика Ферда — эпизод
- Бригита Круминя — эпизод
- Олга Круминя — эпизод